# Loffenau
Loffenau település Németországban, azon belül Baden-Württembergben. Lakosainak száma 2535 fő (2023. december 31.). Loffenau Bad Herrenalb, Gaggenau és Gernsbach községekkel határos.

## Népesség
A település népessége az elmúlt években az alábbi módon változott:
| Lakosok száma | 2353 | 2566 | 2523 | 2534 | 2594 | 2535 |
|               | 1975 | 2017 | 2019 | 2021 | 2022 | 2023 |